# 23884 Karenharvey
23884 Karenharvey è un asteroide della fascia principale. Scoperto nel 1998, presenta un'orbita caratterizzata da un semiasse maggiore pari a 2,5449064 UA e da un'eccentricità di 0,1358110, inclinata di 14,59651° rispetto all'eclittica.